# Мигли
Мигли (на латински: Cilia) са косми, разположени по миглените краища, т.нар. миглени ръбове на горния и долния клепач на бозайниците. На горния клепач те са от 100 до 150 бр., а на долния от 50 до 80 бр. Дължината на миглите на горния клепач е 10 мм., а на тези при долния са 7 мм. Около миглите са разположени мастни и потни жлези. Зад тях върху мигления ръб се намират жлезите на Мейбон. Основната им функция е да предпазват окото от прах и малки насекоми.